# Причины Великой французской революции
Среди историков существуют значительные разногласия относительно причин Великой французской революции. Обычно все они признают наличие нескольких взаимосвязанных факторов, но расходятся в оценке значимости каждого из них. Эти факторы включают в себя культурные изменения, обычно связанные с эпохой Просвещения; социальные перемены; финансовые и экономические трудности; политические действия вовлечённых сторон.

## Политические предпосылки
До революции Франция была де-юре абсолютной монархией, которая стала известна как Старый порядок. На практике власть монархов обычно сдерживалась дворянством, римско-католической церковью, такими учреждениями, как парламенты, национальными и местными обычаями и, прежде всего, угрозой восстания. До 1789 года последней серьёзной угрозой монархии были гражданские войны времён Фронды с 1648 по 1653 год во времена малолетнего Людовика XIV. Хотя уже во время правления Людовика XIII наблюдалось движение к централизации страны, взросление Людовика XIV ознаменовало пик власти французской монархии. Его тактика по установлению контроля над дворянством заключалась в приглашении их остаться в его экстравагантном Версальском дворце и участвовать в сложных придворных ритуалах с подробно разработанным этикетом.
Некоторые учёные утверждают, что Людовик XIV способствовал падению монархии, не сумев реформировать правительственные институты, пока монархия была в безопасности. Другие, в том числе Франсуа Блюш, утверждают, что Людовик XIV не может нести ответственность за проблемы, которые возникли через 70 лет после его смерти.
Его преемник Людовик XV был менее заинтересован в управлении государством, и его правление привело к упадку власти монархии. Историки обычно описывают его правление как период застоя, неудач во внешней политике и растущего народного недовольства монархией. Его связи с вереницей любовниц также подорвали его репутацию.

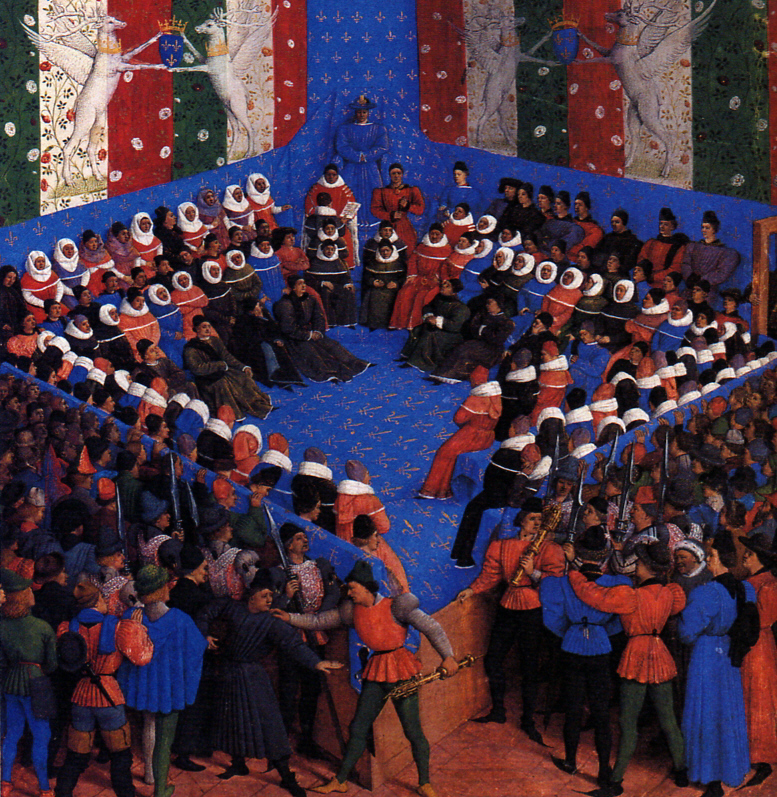
Ложе справедливости в парижском парламенте в 1450 году.

Во время правления Людовика XVI могущество и престиж монархии упали до такой степени, что король изо всех сил пытался преодолеть сопротивление аристократов фискальной реформе, причем фокусом этого сопротивления часто были парламенты. Парламенты были региональными апелляционными судами, которые де-факто имели право блокировать исполнение законодательства в своих провинциях. В каждом из них преобладала местная знать. Власть парламентов была ограничена Людовиком XIV, но в основном восстановлена во времена правления малолетнего Людовика XV. В 1770 году Людовик XV и Рене де Мопу снова ограничили власть парламентов, за исключением Парижского парламента, который был самым могущественным. Людовик XVI в начале своего правления вернул им власть. Альфред Коббан описывает Парижский парламент так:
…хотя на самом деле он был не более чем маленькой, эгоистичной, гордой и продажной олигархией, [он] считал себя (и считался общественным мнением) стражем конституционных свобод Франции.
Парламенты, уже препятствовавшие предложениям налоговой реформы во время правления Людовика XV, сыграли важную роль в препятствовании попыткам Людовика XVI разрешить долговой кризис. Традиционно король мог подавить непокорный парламент, проведя церемонию «ложе справедливости», на которую он являлся лично и требовал, чтобы указ был одобрен. Однако к 1787 году при Людовике XVI эта тактика уже не работала. Парламенты пользовались всё более широкой поддержкой со стороны простонародья, которые ценили свою роль в сдерживании королевской власти. Это поставило Людовика XVI в невыгодное положение, когда он попытался принудить, а затем подавить их в 1787-88 гг.
Британская энциклопедия приводит Пруссию в качестве примера европейского государства, где сильная монархия преуспела в предотвращении революции и сохранении своей власти посредством реформ сверху. И наоборот, отсутствие конституционной монархии означало, что французский монарх был мишенью для любого народного недовольства правительством. Традиционно это недовольство сдерживалось неприятием прямой критики и неуважения к королю (оскорбление величества), но к началу правления Людовика XVI уважение к монархии снизилось. Изучая брошюры и книги того времени в жанре libelle (критика или откровенная клевета на политических деятелей), Роберт Дарнтон отмечал, что во время правления Людовика XIV они имели тенденцию направлять свою критику в адрес отдельных фигур, таких как кардинал Мазарини, и что даже те, которые прямо критиковали действия короля, по-прежнему имели уважительный тон. Во время правления Людовика XV libelle уже начали резко критиковать как короля, так и всю систему старого режима.

## Социальные предпосылки

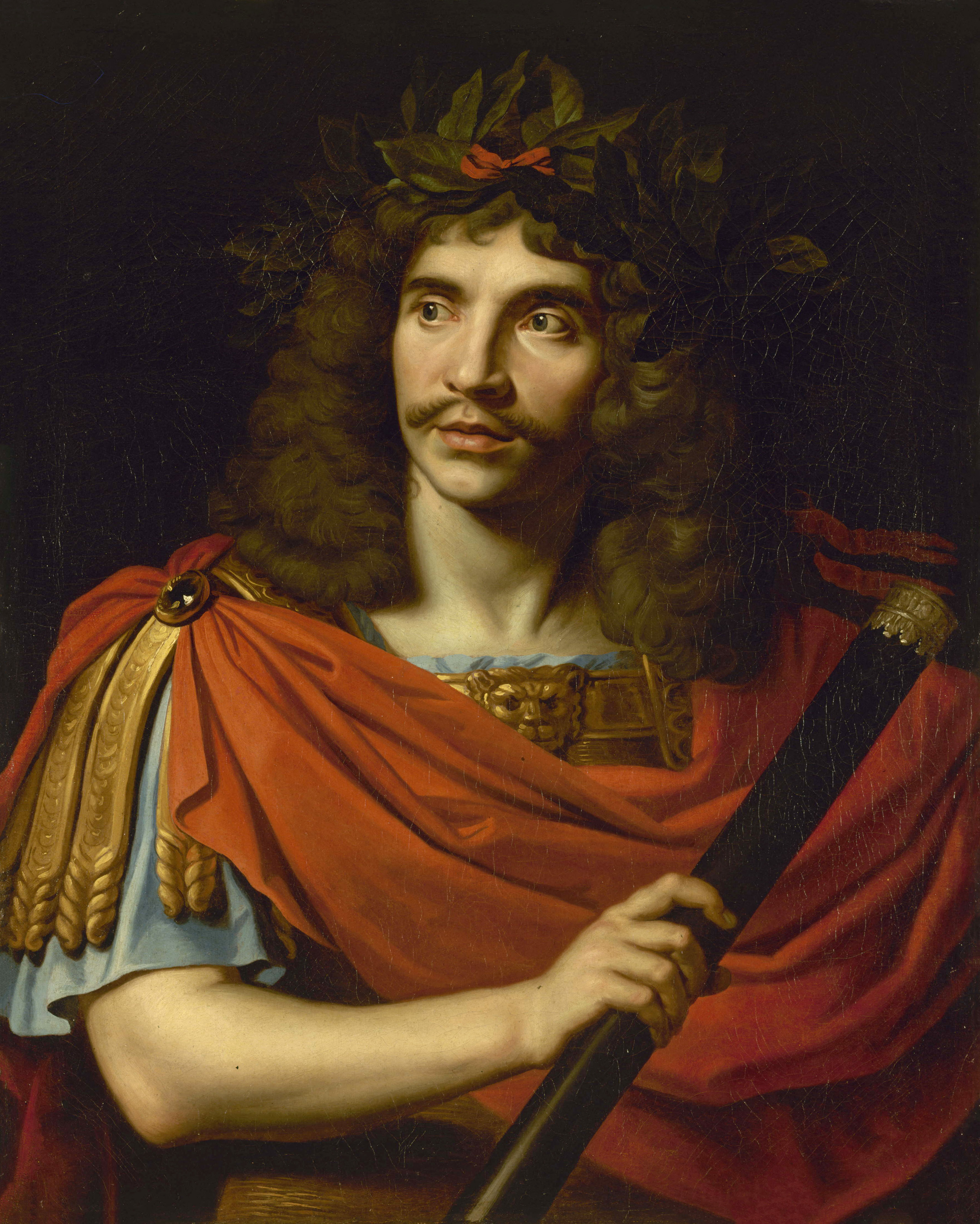
Французский драматург 17-го века Мольер (1622—1673) высмеивал социальные претензии буржуазии в комедии «Мещанин во дворянстве» (1670).

В период раннего Нового времени появился класс богатых посредников, которые связывали производителей: буржуазия. Этот класс играл фундаментальную роль во французской экономике, составляя 39,1 % национального дохода, хотя на него приходилось всего 7,7 % населения. При старом режиме он был частью третьего сословия, поскольку его члены не были ни священнослужителями (первое сословие), ни дворянами (второе сословие). Учитывая своё экономическое могущество, буржуа хотели подняться по социальной иерархии, формализованной в системе сословий. Это отражено в наказах, представленных членами третьего сословия в марте-апреле 1789 года: его представители из Каркасона требовали, чтобы Людовик «обеспечил третьему сословию влияние, на которое оно имеет право, учитывая … его вклад в государственную казну». Это стремление к более высокому социальному положению привело к усилению уровня проникновения буржуазии во второе сословие на протяжении семнадцатого и восемнадцатого веков. Этому способствовало несколько факторов. Бедность многих дворянских семей приводила к тому, что их члены сочетались браком с выходцами из буржуазных семей; дворяне приобрели буржуазное богатство, а буржуазия — дворянский статус. Более того, была сильно распространена коррупция, и многие буржуа просто прикрепляли благородную частицу «де» к своему имени или присваивали себе несуществующие титулы. В 1727 году были прекращены попытки преследовать их за это. Кроме того, многие правительственные должности продавались, чтобы собрать наличные. Представители буржуазии выкупали их и тем самым получали титул; к 1765 году шесть тысяч семей приобрели дворянство благодаря этому методу. Такой энтризм привёл к значительной социальной напряженности, поскольку дворяне были возмущены тем, что буржуазия входила в их ряды (несмотря на то, что они сами часто были буржуа одним или двумя поколениями ранее), а буржуазия была возмущена тем, что дворяне пытались помешать ей подниматься по социальной лестнице и проявляли пренебрежение, даже когда им это удавалось.
Таким образом, к началу Великой французской революции между господствующими классами существовала значительная социальная напряжённость. Более того, более бедные члены третьего сословия (промышленные и сельские рабочие) испытывали недовольство существующим строем, в основном из-за значительного повышения стоимости жизни. С 1741 по 1785 год реальная стоимость жизни выросла на 62 %. Из-за множества факторов, включая неурожаи, в 1789 году реальная заработная плата упала на 25 %, а цены на хлеб выросли на 88 %. Это вызвало гнев по отношению к политической элите (аристократии и королю), которых считали виновными в экономическом кризисе. Помимо этой более насущной проблемой существовала более глубокая проблема неравенства в распределении земли: крестьяне составляли примерно 80 % населения Франции, но владели только 35 % земли. Часто они были фермерами-арендаторами, которые должны были платить различные сборы своим благородным землевладельцам, налоги, которые часто были непропорционально высоки по сравнению с доходами крестьян-фермеров.
Помимо этих относительно чётко установленных фактов, касающихся социальных условий, окружавших Французскую революцию, есть и другие, по которым историки выражают значительные разногласия. Историки-марксисты, такие как Лефевр и Собуль, считали описанную здесь социальную напряженность основной причиной революции, поскольку Генеральные штаты позволили им проявиться в реальных политических действиях; буржуазия и низшие классы были сгруппированы в третье сословие, что позволило им совместно противостоять истеблишменту. Другие считают социальные вопросы важными, но в меньшей степени, чем наступление эпохи Просвещения или финансовый кризис; Франсуа Фюре — известный сторонник первого фактора, Саймон Шама — второго.

## Культурные изменения

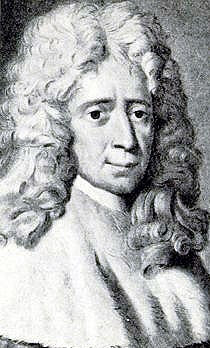
Монтескьё проповедовал принцип разделения властей

Есть две основные точки зрения на культурные изменения как на причину Французской революции: прямое влияние идей Просвещения на французских граждан, что означает, что они стали ценить идеи свободы и равенства, обсуждаемые Руссо, Вольтером и др., или же косвенное влияние Просвещения, создавшего «философское общество». Идеи Просвещения были особенно популяризованы влиянием войны за независимость США на возвращающихся с ней солдат и самим Бенджамином Франклином, который во время своего визита к французскому двору зарекомендовал себя динамичной и привлекательной фигурой. Французское издание «Трактатов» Локка в 1724 году также оказало сильное влияние как на дореволюционную, так и на послереволюционную идеологию.

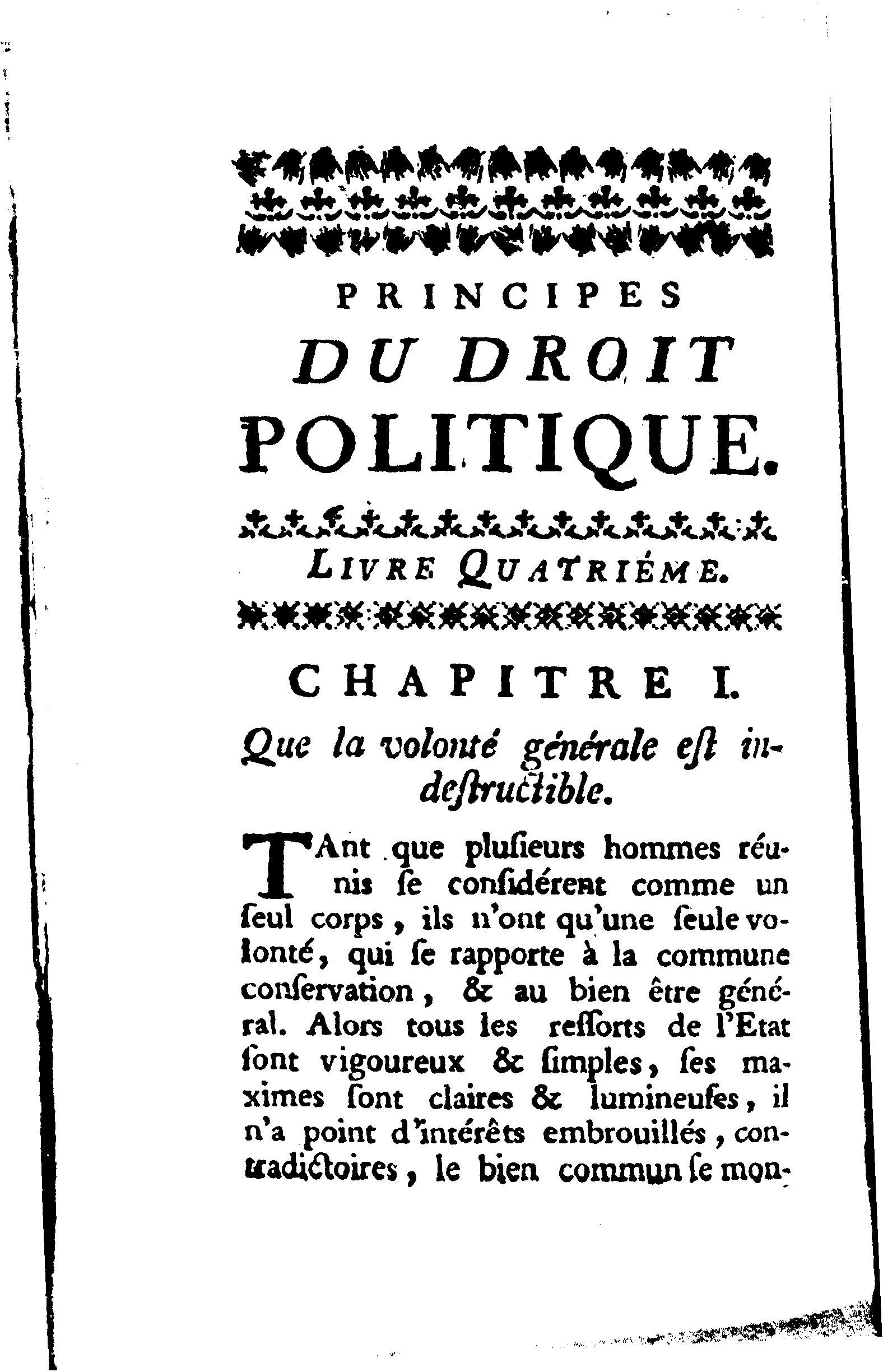
Руссо в своей работе «Об общественном договоре, или Принципы политического права» занимает позицию в пользу прямой демократии

Сторонники Просвещения как главной причины Французской революции обычно утверждают, что Генеральные штаты стали возможностью для выражения этих идей. Когда первое и второе сословия, а также король не ответили на требования третьего сословия, оно выразило открытое непослушание власти короля, что привело к принятию клятвы в зале для игры в мяч и последующему развитию революции. Фюре, главный сторонник «философского общества», говорил, что идеи Просвещения обсуждались в клубах и на собраниях, «где должность и происхождение были второстепенны по отношению к … абстрактным аргументам». Это привело к разрушению пропасти, которая всё ещё разделяла буржуазию и дворянство, коренным образом изменив социальную организацию Франции. Таким образом, когда были созваны Генеральные штаты, его чёткое разделение на третье и второе сословия вступило в конфликт с новой неформальной организацией и вызвало разногласия. Третье сословие, по их мнению, приобрело равный с дворянством статус, и когда они потребовали, чтобы сословия собрались на равных правах, отказ короля привёл к их отложению от королевской власти. Фюре и другие утверждали, что прямое влияние идей Просвещения сыграло роль только после начала Революции, поскольку они использовались для оправдания революционных действий и восполнения недостатка центральной руководящей идеологии, вызванной разочарованием в монархии.

## Финансовый кризис

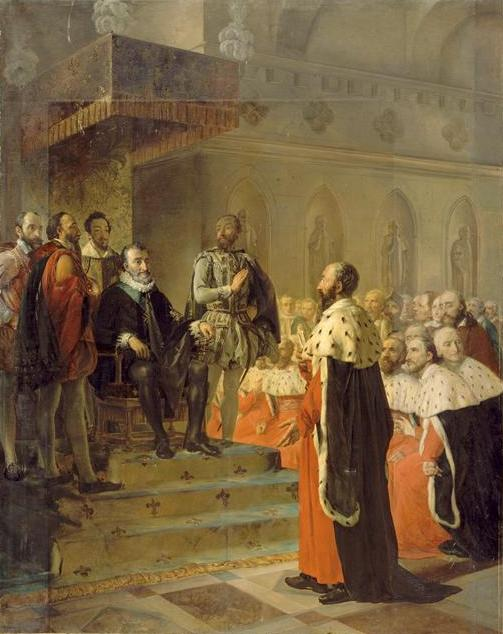
Собрание знати в Руане в 1596 году. Жорж, Руже, 1822 год

Финансовый кризис французской короны сыграл роль как в появлении социальных предпосылок для революции, вызвав всеобщее недовольство королевским двором, так и (что, возможно, более важно) вынудил Людовика созвать Генеральные штаты. Двор был глубоко в долгах, что в сочетании с недостатками финансовой системы привело к кризису. Учитывая, что Корона больше не могла найти желающих пойти ей навстречу кредиторов, Людовик попытался привлечь для обслуживания долга дворянство через собрание нотаблей. Однако знать отказалась помочь. Их власть и влияние неуклонно сокращались со времён правления Людовика XIV, и поэтому Людовик был вынужден полагаться на Генеральные штаты. Это означало, что недовольное третье сословие (страдавшее из-за плохой политики и низкого уровня жизни) получило возможность высказать своё недовольство, и когда они не получили желаемого ответа, началась собственно революция; они отвергли власть короля и создали собственное правительство.

### Причины долга
Долг французской Короны был вызван как отдельными решениями, например, вмешательством в американскую войну за независимость и Семилетнюю войну, так и фундаментальными проблемами, такими как неудовлетворительная система налогообложения. Одна только война за независимость США обошлась в 1,3 миллиарда ливров, что более чем вдвое превышает годовой доход Короны, а за один год — 1781 — на кампанию было потрачено 227 миллионов ливров. Семилетняя война обошлась ещё дороже — 1,8 миллиарда ливров, а предшествующая ей война за австрийское наследство стоила ещё миллиард ливров. Франция столкнулась с неразрешимой дилеммой: как сохранить своё международное положение и статус, участвуя в этих конфликтах, и как финансировать их с помощью архаичной и крайне неэффективной системы.

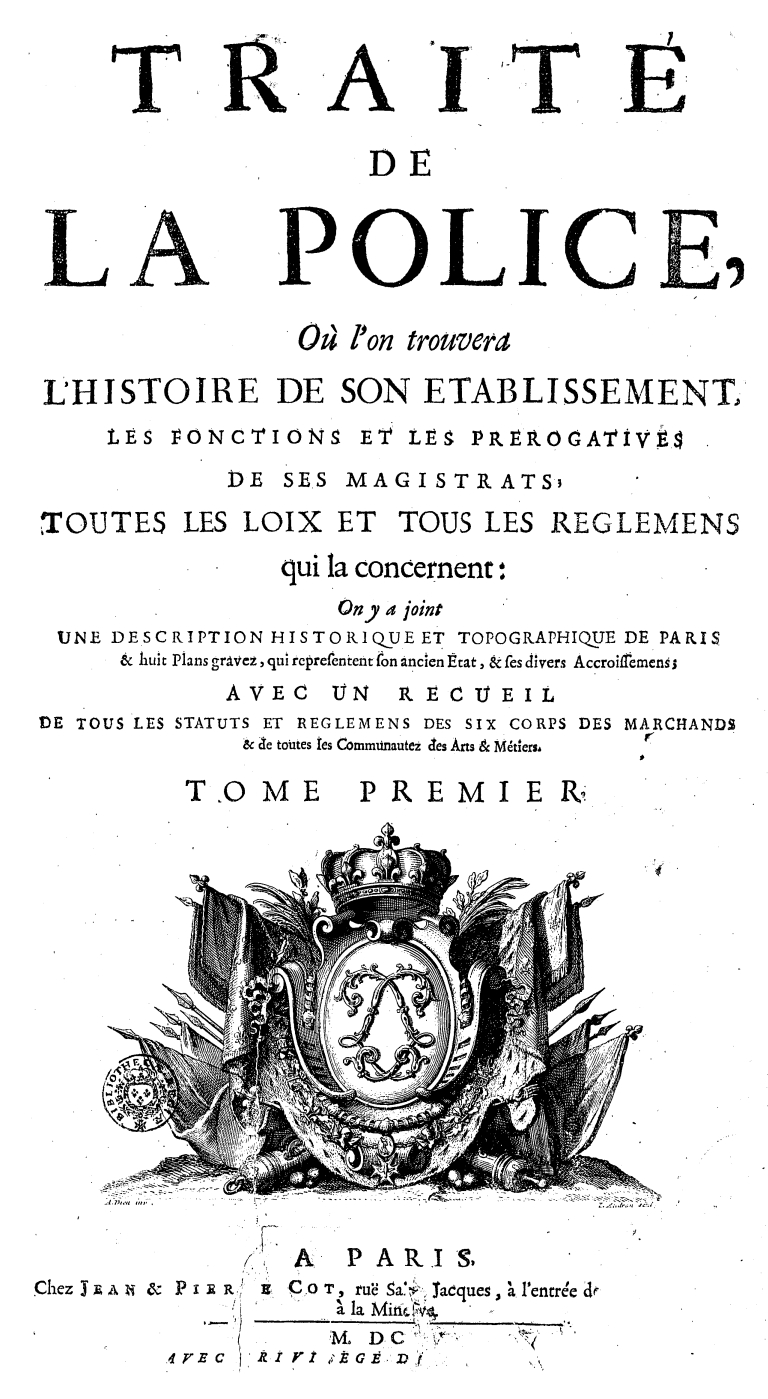
«Le Traité de la Police» Никола Деламара (1707): при старом режиме полиция регулировала цены, качество и поставки хлеба.

Финансовая система была неэффективной по многим причинам. Во-первых, несмотря на попытки Бурбонов ограничить власть дворян, аристократия по-прежнему пользовалась значительным влиянием при дворе; когда Силуэт, генеральный контролёр финансов, предложил обложить налогом предметы роскоши, он был отстранён от должности из-за оппозиции дворянства. Во-вторых, существовала система налоговых иммунитетов и феодальных привилегий, которая позволяла богатым гражданам Франции избегать многих налогов, несмотря на то, что прямых налогов было мало. Двадцатина, налог в размере 5 % на дворянство, исправно выплачивался, но этого дополнительного дохода было недостаточно для того, чтобы Корона могла поддерживать желаемый уровень расходов. Также был введён подушный налог («налог на душу населения»), который варьировался в зависимости от социального статуса и количества людей в семье, но и этого было недостаточно. Собираемый налог был зафиксирован правительством на определённом уровне через систему откупов; частные лица должны были собирать фиксированную сумму налога от имени правительства, оставляя себе любой излишек. Когда правительству не удавалось точно спрогнозировать уровни налогов, которые они могли бы собрать, оно не получало выгоды от увеличения национального производства. Более того, из-за очевидных финансовых трудностей французской Короны и отсутствия центрального банка кредиторы требовали более высоких процентных ставок, чтобы компенсировать более высокий риск. Во Франции процентные ставки были вдвое выше, чем в Великобритании, что ещё больше увеличивало стоимость обслуживания долга и, следовательно, усугубляло проблемы Короны.

### Влияние министров финансов
Одним из министров, к которому Людовик обратился для разрешения финансового кризиса, был Тюрго, министр финансов 1774—1776 годов. Тюрго отменил регламенты, касающиеся поставок продуктов питания, которые до этого момента строго контролировались королевской полицией: они контролировали чистоту хлебной муки, предотвращали манипулирование рынком путём накопления запасов и управляли потоками зерна в регионы с плохим урожаем и из регионов с хорошим. Это вызвало безудержную спекуляцию и нарушение динамики межрегионального импорта-экспорта; итогом стали голод и вооружённые конфликты (Мучная война). Тюрго был вынужден восстановить регулирование и подавить беспорядки. Хотя последствия неудавшегося эксперимента и были устранены, он привёл к глубокому недоверию к монархии, и слухи о намерении Короны уморить бедняков голодом получили широкое распространение.
В 1783 году министром финансов был назначен Калонн. Опередив своё время, Калонн выступил за увеличение государственных расходов для увеличения потребления и, следовательно, увеличения ВВП страны и налоговых поступлений. Однако эта политика также потерпела неудачу и привела лишь к увеличению долга. Франция впервые столкнулась с первичным дефицитом (чистым превышением расходов над доходами). В 1787 году общий бюджетный дефицит достиг 140 миллионов.
Неккер, назначенный в 1777—1781 и 1788—1789 годах, использовал свои связи с европейскими банками для облегчения кредитования с целью финансирования войн и обслуживания долга, но это, как и следовало ожидать, оказалось временной мерой и не имело долгосрочного влияния.

### Факторы окружающей среды
В 1788 и 1789 годах урожай был очень плохой, возможно, из-за извержения в 1783 году в Исландии вулкана Лаки. Это привело к росту цен на хлеб в сочетании с падением заработной платы, что вызвало дальнейший рост недовольства и восстания в сельской местности.

## Альтернативные взгляды на социальные проблемы Франции

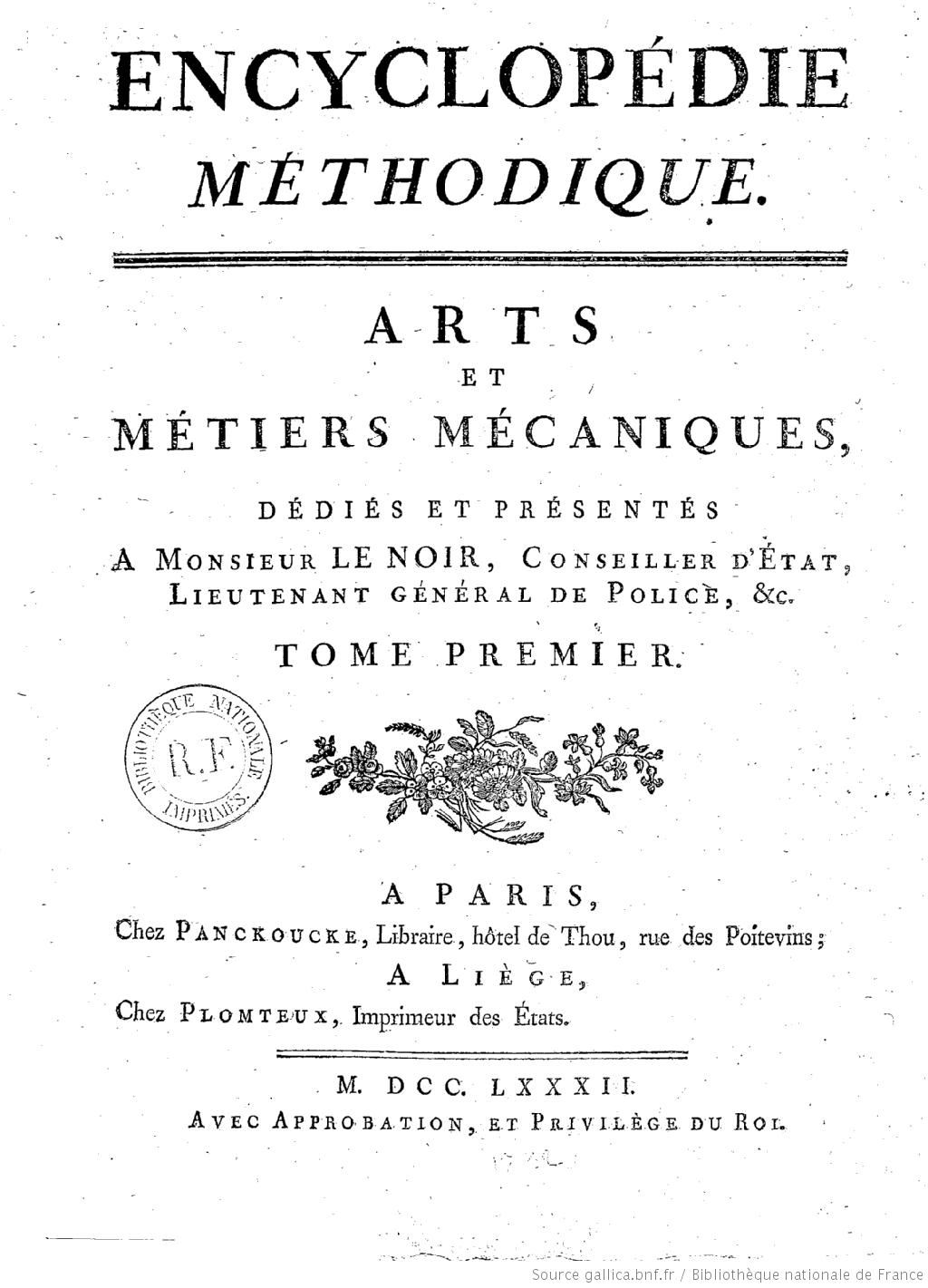
Первая страница Encyclopédie méthodique, опубликованной в 1782 году (Панкук, Париж).

С другой стороны, хотя финансовый кризис и социальные проблемы, с которыми столкнулась Франция, часто упоминаются как основные причины революции, некоторые историки выступают против этой точки зрения. Лукас, например, утверждает, что буржуазия и дворянство на самом деле не были настолько разными, основывая свой аргумент на буржуазном энтризме и предположении о том, что буржуазии не имело смысла атаковать систему, частью которой она пыталась стать. Лукас помещает разрыв между буржуазией и дворянами ко времени созыва Генеральных штатов, а не раньше, утверждая, что только тогда, когда буржуа были отнесены к третьему сословию, они вступили в конфликт с дворянством, считая себя приравненными к «вульгарным простолюдинам». В том же духе Беренс оспаривает традиционный взгляд на несостоятельность налоговой системы, утверждая, что в действительности дворяне платили больше налогов, чем их английские собратья, и что только одна из привилегий, перечисленных в Encyclopédie Méthodique, относится к налогообложению. Более того, Лукас утверждает, что многие феоды принадлежали неблагородным — в 1781 году владельцами 22 % сеньорий в Ле-Мане были не дворяне — и что семьи коммерсантов, буржуазия, также инвестировали в землю. Историки-ревизионисты, подобные вышеупомянутым, также оспаривают мнение о том, что дворянство было принципиально против изменений, отмечая, что 160 человек из подписавших клятву в зале для игры в мяч имели в своей фамилии частицу «де». Этого мнения придерживается и Шатобриан, который отмечал в своих мемуарах, что «самые суровые удары по древней конституции государства наносили дворяне. Патриции начали революцию, плебеи завершили её». С другой стороны, маркиз де Феррьер считал, что внутри дворянства есть «проклятая клика», которая хотела помешать любой возможности компромисса.